# Bass Down Low
Singles de Dev
Like a G6
(2010) In the Dark
(2011)
Bass Down Low est une chanson de l'artiste américaine Dev, en collaboration avec le groupe The Cataracs. Elle est sortie le 6 décembre 2010 en tant que premier single du premier album studio de la chanteuse, The Night the Sun Came Up. Au Royaume-Uni, la chanson a été commercialisée sous la forme d'un remix avec le rappeur britannique Tinie Tempah.